# Margaret Tutwiler
Margaret DeBardeleben Tutwiler (Birmingham, 28 dicembre 1950) è una politica, funzionario e diplomatica statunitense, sottosegretaria di Stato per la diplomazia e gli affari pubblici durante l'amministrazione Bush.

## Biografia
Membro del Partito Repubblicano, la Tutwiler rivestì l'incarico di Assistente del Segretario di Stato per gli affari pubblici dal 1989 al 1992, sotto la presidenza di George H. W. Bush.
Dal marzo 2001 al 2003 fu ambasciatrice statunitense in Marocco. Nel dicembre del 2003 il Presidente George W. Bush la nominò sottosegretaria per la diplomazia e gli affari pubblici. La Tutwiler tuttavia abbandonò il posto pochi mesi dopo per accettare l'incarico di vicepresidente esecutivo responsabile per le comunicazioni della NYSE Euronext. Nel 2007 poi venne nominata responsabile delle comunicazioni della Merrill Lynch.
Margaret Tutwiler è inoltre membro del consiglio di amministrazione dell’International Republican Institute.